# Казановка (Челябинская область)
Казановка — посёлок в Варненском районе Челябинской области России. Административный центр и единственный населённый пункт Казановского сельского поселения.

## География
Посёлок находится на берегу реки Средний Тогузак, на государственной границе с Казахстаном, рядом с селом Приречное Карабалыкского района Костанайской области Казахстана, на расстоянии 23 км к северо-востоку от села Варна, административного центра района.

### Часовой пояс
Посёлок Казановка, как и вся Челябинская область, находится в часовой зоне МСК+2. Смещение применяемого времени относительно UTC составляет +5:00.

## Население
| 2002 | 2010 | 2011 | 2012 | 2013 | 2014 | 2015 |
| ---- | ---- | ---- | ---- | ---- | ---- | ---- |
| 632  | ↘528 | ↘526 | ↘514 | ↘473 | ↘457 | ↘447 |
| 2016 | 2017 | 2018 | 2019 | 2020 | 2021 |      |
| ↘426 | ↗443 | ↘441 | ↘430 | ↗442 | ↘441 |      |

### Половой состав
По данным Всероссийской переписи, в 2010 году численность населения посёлка составляла 528 человек (242 мужчины и 286 женщин).

## Улицы
| - ул. Мира, - пер. Молодёжный, - ул. Набережная, - пер. Новостроек, | - ул. Садовая, - ул. Центральная, - пер. Школьный. |